# Maiorga
Maiorga es una freguesia portuguesa del concelho de Alcobasa, con 10,33 km² de extensión y 1965 habitantes (2001). Densidad de población: 190,2 h/km².